# ماده ئی
ماده ئی (به انگلیسی E-Material) یک کامپوزیت زمینه فلزی است که از ماده زمینه بریلیم با ذرات اکسید بریلیم تشکیل شده‌است. این ماده رسانایی حرارتی بالایی دارد (۲۱۰ الی ۲۳۰ وات بر کلوین متر) و همچنین انبساط حرارتی آن را می‌توان برای مطابقت با مواد دیگر مانند تراشه‌های آرسنید سیلیکون و گالیم و سرامیک‌های مختلف تنظیم کرد. از این ماده عمدتاً در میکروالکترونیک به‌عنوان بستری برای دستگاه‌های نیمه‌رسانای قدرت و ماژول‌های چند تراشه‌ای با چگالی بالا استفاده می‌شود. با افزایش میزان اکسید بریلیم، چگالی افزایش می‌یابد، مدول افزایش می‌یابد، هدایت حرارتی افزایش می‌یابد و ضریب انبساط حرارتی کاهش می‌یابد.
ماده ئی دارای وزن کم و استحکام بالا است که آن را به ویژه برای فناوری هوافضا مناسب می‌کند. مدول الاستیک بالای آن‌ها برای جذب ارتعاشات و کاهش خستگی مواد ماژول‌های متصل و پیوندهای سیم مطلوب است.

## ترکیبات
کامپوزیت‌های زمینه فلزی بریلیم از یک پلاکت تک کریستالی ریز تک کریستال اکسید بریلیم (BeO) تشکیل شده‌است که توسط یک ماتریس بریلیم پیوسته احاطه شده‌است. کسر حجمی بریلیم اکسید در ماتریس در محدوده ۲۰ تا ۶۰ درصد تغییر می‌کند تا خواص حرارتی و مکانیکی و همچنین چگالی کامپوزیت را تنظیم کند. بر خلاف بسیاری از مواد جدید پیشرفته، عملکرد حرارتی مواد E، همسانگرد هستند و کامپوزیت‌های به دست آمده دارای مدول بالا، هدایت حرارتی خوب، چگالی کم و ضریب انبساط حرارتی (CTE) کمتری هستند.
براساس میزان درصد حجمی ترکیب ماتریس و ماده زمینه، این ماده به ۳ دسته زیر تقسیم می‌شود:
- E-20، حاوی ۸۰ درصد حجمی بریلیم و ۲۰ درصد حجمی (۲۵٫۸–۳۲٫۲۵ درصد وزنی) اکسید بریلیم است. هدایت حرارتی آن ۲۱۰ وات بر کلوین متر است، ضریب انبساط حرارتی آن ۸٫۷ است و چگالی آن در ۲۵ درجه سانتی گراد ۲٫۰۴۵ گرم بر سانتی‌متر مکعب است.
- E-40، حاوی ۶۰ درصد حجمی بریلیم و ۴۰ درصد حجمی (۴۹٫۵–۵۴٫۸ درصد وزنی) اکسید بریلیم است. هدایت حرارتی آن ۲۲۰ وات بر کلوین متر است، ضریب انبساط حرارتی آن ۷٫۵ است و چگالی آن در ۲۵ درجه سانتی گراد ۲٫۲۷۷ گرم بر سانتی‌متر مکعب است.
- E-60، حاوی ۴۰ درصد حجمی بریلیم و ۶۰ درصد حجمی (۶۹٫۴–۷۳٫۲ درصد وزنی) اکسید بریلیم است. هدایت حرارتی آن ۲۳۰ وات بر کلوین متر است، ضریب انبساط حرارتی آن ۶٫۱ است و چگالی آن در ۲۵ درجه سانتی گراد ۲٫۵۱۳ گرم بر سانتی‌متر مکعب است.[۴]

## تولید
ماده ئی با آسیاب ضربه ای و سپس پرس ایزواستاتیک داغ در یک بلوک آماده می‌شود. سپس بلوک به اندازه کارت‌هایی بریده می‌شود، به شکل مورد نیاز اره می‌شود، صیقل داده می‌شود، ماشین‌کاری می‌شود و به صورت اختیاری با مثلاً نیکل، کادمیوم، کروم، نقره، مس یا طلا آبکاری می‌شود. بدون پوشش، مقاومت در برابر خوردگی این مواد مشابه آلومینیوم است. پوشش دیگری که نه تنها در برابر خوردگی محافظت می‌کند، بلکه برای چسباندن سازه‌ها نیز مفید است، که برای پانل‌های لانه زنبوری استفاده می‌شود، BR 127، یک بتونه (primer) چسبنده اسپری شده‌است. استفاده از این پوشش باعث می‌شود تا قطعات روکش شده تا ماه‌ها قبل از مونتاژ نهایی در صورت لزوم نگهداری شوند. پس از ذخیره‌سازی، سطح آماده شده فقط باید با محلول الکلی پاک شود تا برای اتصال فعال آماده شود. این پوشش نیاز کاربر نهایی را برای انجام هر کاری روی سطح لخت این مواد قبل از اتصال بی‌نیاز می‌کند.

## کاربردها
کامپوزیت‌های زمینه فلزی مبتنی بر بریلیوم برای رفع نیازها و افزایش عملکرد کاربردهای پیشرفته هوافضا و تجاری توسعه یافته‌اند. این مواد در آزمایش و تولید، برای کاربردهای هواپیما، ماهواره، خودرو، و تجهیزات پردازش نیمه هادی نشان داده‌اند که می‌توانند نیازهای طراحان را برای مدول بالا، هدایت حرارتی بالا، چگالی کم و ضریب حرارتی قابل تنظیم برآورده کنند. به عنوان مثال به عنوان ماژول‌های چند تراشه‌ای چند لایه در ماهواره‌های ایریدیوم و گلوبال استار، به‌عنوان هیت سینک، و در اویونیک لاکهید مارتین اف-۲۲ رپتور، جنرال داینامیکس اف-۱۶ فایتینگ فالکن, F/A-18 Hornet و Joint Strike Fighter. همچنین در ماژول‌های SEM-E و تابلوهای سیم کشی چاپی از این مواد استفاده می‌شود. در عین حال، آنها می‌توانند یک راه حل مقرون به صرفه برای نیازهای سیستم برای بهبود قابلیت اطمینان، هزینه‌های چرخه عمر کمتر و کاهش وزن ارائه دهند.

## سلامت و امنیت
باید توجه داشت که در هنگام ماشینکاری و جابجایی ماده ئی بایستی مراقب بود چراکه بریلیم و ترکیبات آن سمی هستند.
براساس گفته اداره ایمنی و بهداشت شغلی (OSHA) قرار گرفتن در معرض بریلیم یک نگرانی مداوم بهداشتی حرفه ای برای کارگران در سراسر جهان است. از زمان حکم اولیه اداره ایمنی و بهداشت شغلی در مورد حد مجاز قرار گرفتن در معرض بریلیم در سال ۱۹۷۱، درک ما از خطرات حساسیت بریلیوم و بیماری مزمن بریلیم به‌طور قابل توجهی تکامل یافته‌است. یک حکم جدید OSHA که در اوایل سال ۲۰۱۷ منتشر شد و در اواخر سال ۲۰۱۸ اجرا شد، باعث کاهش قرارگرفتن در معرض بریلیم، افزایش الزامات برای غربالگری و نظارت پزشکی شده‌است. در صورتی که روش‌های توصیه شده برای حمل و نقل ایمن رعایت نشود، استنشاق بریلیم موجود در هوا ممکن است باعث اختلال جدی ریوی در افراد مستعد شود.